# Ebrei russi
Con storia degli ebrei in Russia si intende quella degli ebrei sul territorio dell'Impero russo e delle successive entità statali URSS e Federazione Russa. Dopo la spartizione della Polonia venne annesso all'Impero russo una parte del territorio sul quale viveva un gran numero di ebrei. Alla fine dell'Ottocento l'Impero russo ospitava la più vasta comunità ebraica del mondo (nel 1880 il 67% della popolazione ebraica mondiale viveva qui). I vasti territori dell'Impero russo hanno ospitato per lungo tempo la più grande comunità di ebrei del mondo. 
In questi territori la comunità ebraica fiorì e sviluppò molte delle tradizioni culturali e religiose distintive dell'ebraismo moderno, malgrado abbia subito nel tempo periodi di politiche discriminatorie e vere e proprie persecuzioni. Tra gli anni ottanta e novanta del XX secolo molti ebrei russi approfittarono delle nuove politiche emigratorie per lasciare la Russia. Oltre metà della popolazione ebraica lasciò l'Unione Sovietica per stabilirsi in Israele, Stati Uniti, Germania, Canada o Australia. Sul territorio dell'URSS, nel corso del genocidio perpetrato dai nazisti tedeschi e dai loro complici durante la seconda guerra mondiale, vennero uccisi tra un milione e mezzo e due milioni di ebrei. 
Nonostante la massiccia emigrazione, gli ebrei residenti in Russia e negli stati dell'ex Unione Sovietica costituiscono ancora oggi una delle maggiori comunità ebree d'Europa. Una parte significativa di ebrei russofoni attualmente risiede, in conseguenza dell'ondata migratoria che si verificò dopo il 1970, fuori dai confini dell'ex URSS, in Paesi come gli USA, il Canada, la Germania, l'Austria, l'Australia, la Nuova Zelanda, il Regno Unito, il Belgio, i Paesi Bassi, ecc. In base ai dati del censimento del 2010, in quell'anno il numero degli ebrei in Russia era di 156.801 individui, che rappresentava lo 0,11% della popolazione russa.
In Russia nel 1991 venne istituita, in qualità di soggetto autonomo della Federazione, la Oblast' autonoma degli ebrei ma, sempre secondo il censimento dello stesso anno, nel 2010 contava in tutto 1.628 residenti ebrei, ovvero l'1,03% dell'intera popolazione ebraica in Russia.

## Storia
Gli ebrei fecero la loro comparsa per la prima volta nei territori dell'Europa orientale limitrofi al Mar Nero e al Mar d'Azov non prima del II - I secolo a.C. Vivevano in colonie greche e parlavano il greco antico. Tra gli ebrei c'erano personaggi autorevoli e guerrieri (a Taman è stata rinvenuta la lapide di un guerriero ebreo del I secolo).
Alla fine del IV secolo, nel Regno del Bosforo Cimmerio vivevano degli ebrei che erano i discendenti di coloro che avevano subito l'esilio ai tempi della cattività babilonese e dei partecipanti alla rivolta di Bar Kokhba. 
La penisola di Taman era diventata centro di un'importante comunità ebraica; il cronista bizantino Teofane osservava che «nella città di Fanagoria e nei suoi dintorni, accanto agli abitanti originari del posto vivevano degli ebrei, insieme a diverse altre tribù».
Secondo Julius Brutzkus, alcuni ebrei, passando per il valico di Derbent, si trasferirono dalla Persia alla regione del basso Volga, dove nell'VIII secolo sarebbe sorta la capitale del khanato khazaro, Atil. Sotto l'influenza di queste comunità ebraiche, il khan khazaro Bulan, nella seconda metà del VIII o all'inizio dell'IX secolo, si convertì all'ebraismo, e con lui tutta la classe dirigente della Khazaria. In Khazaria vivevano anche persone di discendenza ebraica. Grazie al patrocinio dei governanti khazari fiorì il commercio fra l'Oriente e l'Occidente. A commerciare erano in particolare dei mercanti ebrei, i Radaniti, che trafficavano in schiavi, seta, pellicce e armi, oltre che in spezie orientali.
Esiste una teoria sulla migrazione di massa degli ebrei khazari verso ovest, in direzione della Galizia, della Volinia e della Polonia, dopo il crollo del khanato khazaro.
Questa teoria sarebbe confermata da un passo, datato 1117, nelle cronache che narrano del trasferimento dei khazari da Belaja Veža (Sarkel) ai dintorni di Černigov e della fondazione da parte loro di un insediamento chiamato anch'esso Belaja Veža, oltre che dalla presenza sul territorio dell'antica Rus' e della Polonia di numerosi toponimi come Židovo, Židičev, Židova Vila, Kozari, Kozara, Kozarzevek.
La presenza degli ebrei nei territori odierni di Armenia e Georgia risale alla cattività babilonese. Fonti documentarie del IV secolo attestano la presenza ebrea in Crimea ed in alcune città dell'Armenia.
La presenza ebrea nei territori odierni di Bielorussia, Ucraina e Russia europea ebbe inizio tra VII e XIV secolo.
Sotto l'influenza delle comunità ebree del Caucaso, Bulan, il Khagan Bek dei Kazari, e la classe dirigente della Kazaria (che occupava l'odierna Ucraina, la Russia meridionale e il Kazakistan), adottò la religione ebraica tra l'VIII e il IX secolo. Dopo la conquista del Regno Kazaro da parte di Sviatoslav I di Kiev (969), gli ebrei kazari si trasferirono in larga parte verso Crimea, Caucaso e principato russo di Kiev, allora formalmente parte della Kazaria.

### Rus' di Kiev
Tra XI e XII secolo, pare che gli ebrei si fossero insediati in un quartiere di Kiev.
Tra il X e XI secolo la comunità di Kiev fu costituita da Romanioti provenienti da Bisanzio, Babilonia e Palestina per poi aprirsi anche agli askenazi a partire dal XII secolo. Altre comunità e famiglie provenivano da Černihiv e, probabilmente anche da Volodymyr-Volyns'kyj. L'ipotesi della presenza a Kiev nei secoli XI e XII di un quartiere ebraico a sé stante viene messa in dubbio da una serie di storici. Tuttavia, l'esistenza in città della cosiddetta «Porta degli Ebrei» testimonia, come minimo, di attività commerciali con gli ebrei in quel periodo. In quel periodo la presenza ebrea si estendeva probabilmente anche alla Russia nordorientale, nei territori del principe Andrej Bogoljubskij (1169–1174), anche se è incerto la loro presenza stabile in quel regno.
Nelle fonti ebraiche medievali l'Europa orientale viene spesso chiamata Canaan, così come altre terre, i cui nomi ebraici prendono origine da toponimi biblici; di conseguenza, la lingua di ceppo slavo si chiama lingua di Canaan, «knaanit». Gli ebrei dell'Impero bizantino appresero con stupore che a nord vivevano altri ebrei, che non parlavano altra lingua oltre allo knaanit.
Fino all'invasione mongola iniziata nel 1240, le controversie religiose con gli ebrei ebbero un ruolo chiave nella vita del clero di Kiev. Gli ebrei di Kiev tradussero dall'ebraico all'antico slavo i libri biblici di Daniele ed Esther, alcuni estratti dalle opere di Flavio Giuseppe, il famoso compendio storico di Josippon, gli apocrifi dell'«Esodo di Mosè» e il ciclo di leggende su Salomone «La parola di Zorobabele»; copie di queste traduzioni giunsero intatte fino all'età moderna.
L'impatto dell'invasione tataro-mongola sulla comunità ebraica slavofona della Rus' di Kiev fu devastante. In seguito, per molto tempo nella Rus' non si ebbero più notizie degli ebrei.
In Crimea, invece, continuavano a vivere come gli ebrei locali, ad esempio i caraiti, professando l'ebraismo classico. Nel Khanato di Crimea gli ebrei vivevano in pace, operando in concorrenza commerciale con i genovesi e con i greci.
Nelle terre del Gran Principato di Lituania sopravviveva un gruppo di ebrei che parlavano, e a volte scrivevano, in lingua slava.
I paesi dell'Europa orientale videro una rapida crescita della popolazione ebrea quando, a causa di ondate di antisemitismo ed espulsioni dai paesi dell'Europa occidentale, che segnarono gli ultimi secoli del Medioevo, una parte rilevante degli ebrei europei emigrò verso aree più tolleranti come l'Europa centrale, quella orientale e il Medioriente. 
Espulsi in massa da Inghilterra, Francia, Spagna ed altri paesi dell'Europa occidentale, oltre che perseguitati in Germania durante il XIV secolo, molti ebrei accettarono l'invito di Casimiro III di Polonia di stabilirsi in aree sotto il controllo polacco dove fu permesso loro di dedicarsi al commercio, gestire la compravendita di proprietà terriere, raccogliere tasse, tributi e prestare denaro.
Dopo essersi stabiliti in Polonia e Ungheria, la popolazione si espanse verso le aree scarsamente abitate di Ucraina e Lituania, più tardi annesse dall'Impero russo in via d'espansione. Alla fine dell'anno 1470 gli abitanti di Novgorod proposero a Mihail Olel'kovič di Kiev di assumere la guida del principato. Fra gli uomini del suo seguito c'era anche lo studioso ebreo Skhariya [Zaccaria], il quale, secondo le parole del cronista, esercitò una tale influenza sui sacerdoti di Novgorod Aleksej e Denis, da farne dei promulgatori dell'eresia giudaizzante, nota fino ai primi del XVI secolo.
La cristianizzazione della Rus', che avvenne per il tramite di Bisanzio, determinò la diffusione di una tradizione ideologica antiebraica, adottata dai predicatori cristiani russi. Ai tempi, la tendenza all'antiebraismo del clero aveva ancora poca presa sulla gente comune.
Ma verso il XVI secolo la situazione cambiò radicalmente. Nel 1495 gli ebrei vennero espulsi anche dal Gran ducato di Lituania su ordine di Alessandro Jagellone per poi venire riammessi sempre su sua decisione.
Negli shtetl abitati interamente da ebrei, o nelle città di media grandezza in cui gli ebrei costituivano una parte significativa della popolazione, le comunità ebree si governavano tradizionalmente da sole in base alla halakha, ed erano sottoposte a limiti stabiliti dai privilegi loro concessi dai governatori locali. Gli ebrei non furono assimilati dalle società dei paesi che li ospitavano, e anzi furono identificati come un gruppo etnico con pratiche e credenze religiose autonome oltre che caratterizzati da uno specifico ruolo economico.

### Zarato di Russia
Prove documentarie attestano la presenza di ebrei nella Russia moscovita per la prima volta nelle cronache del 1471. La popolazione ebrea era relativamente piccola e perciò fu generalmente esente da grandi persecuzioni. Gli ebrei delle città russe ed ucraine soffrirono soltanto occasionalmente di persecuzioni. In alcuni casi gli ebrei convertiti arrivarono ad occupare ruoli importanti nella società russa del tempo, è il caso per esempio del barone Pëtr Šafirov, vicecancelliere sotto Pietro il Grande.
Tuttavia, i gran principi moscoviti e gli zar russi non sempre permettevano agli ebrei di stabilirsi nelle loro terre. La popolazione russa, inoltre, guardava con sospetto agli ebrei che avevano dato origine all'eresia giudaizzante.
Ivan il Terribile vietò tassativamente il soggiorno degli ebrei nel paese, e fece osservare questo divieto in maniera scrupolosa. Nell'anno 1545 furono date alle fiamme le merci di alcuni mercanti ebrei giunti a Mosca dalla Lituania. Quando il re polacco Zygmunt II August nell'agosto dell'anno 1550 ricordò allo zar di Russia che in passato i gran principi moscoviti permettevano liberamente l'ingresso in Russia di tutti i mercanti polacchi, sia cristiani che ebrei, Ivan il Terribile replicò: «I giudei... hanno allontanato la gente dalla fede cristiana, e hanno introdotto pozioni avvelenate nel nostro paese...E tu, fratello mio, continui a venirmi a parlare dei giudei!».
Dopo la conquista della città di Polock a opera delle milizie dello zar Ivan il Terribile nel mese di febbraio del 1563, secondo una leggenda circa 300 cittadini ebrei vennero gettati nel fiume Dvina per essersi rifiutati di convertirsi al cristianesimo, e morirono annegati.
Lo zar Aleksej Mihajlovič (Alessio Michajlovič) scacciò gli ebrei perfino dalle città lituane e bielorusse temporaneamente sotto il controllo dell'esercito russo.
Gli ebrei persero il diritto di risiedere stabilmente anche sui territori ucraini annessi alla Russia.
Le autorità russe erano interessate alla situazione degli ebrei nei vari paesi europei e dell'Impero ottomano. Articoli di «tematica ebraica» comparivano continuamente sulle rassegne di stampa occidentale (kuranty) che venivano pubblicate su iniziativa del Posols'skij prikaz a uso dello zar e della nobiltà. L'oggetto principale dell'interesse da parte delle autorità russe era Sabbatai Zevi. Gli articoli su di lui venivano tradotti regolarmente. Nei kuranty uscirono singole traduzioni sull'argomento anche dopo la conversione all'Islam da parte dello stesso Sabbatai Zevi.
Secondo i censimenti degli anni 1676 e 1684, fra i primi abitanti del sobborgo moscovita di Meščanskaja c'erano alcuni ebrei convertiti. Anche nel sobborgo moscovita di Novoinozemnaja vivevano dei convertiti. Con il battesimo, gli ebrei convertiti al cristianesimo ortodosso ricevevano importanti concessioni. Fra i convertiti si annoverano medici, traduttori, pittori di icone. Alcuni di loro figurano nelle fonti come figli di nobili.

## Impero russo

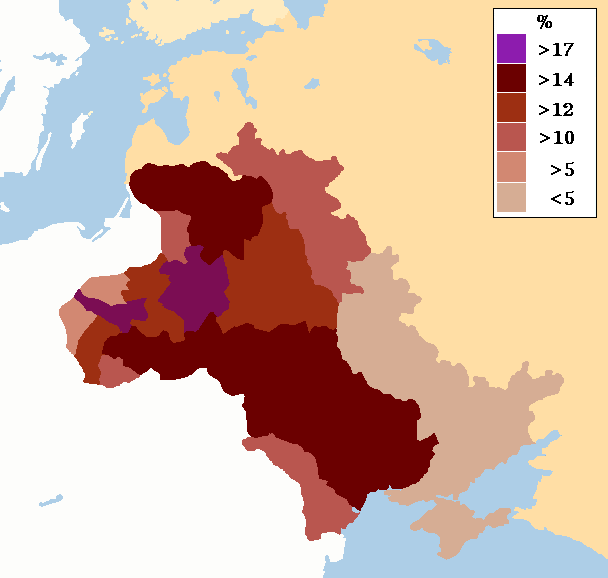
Mappa della zona di residenza che mostra la percentuale di popolazione ebrea

Lo zar Pietro I introdusse nei circoli più prestigiosi dell'aristocrazia russa un certo numero di ebrei convertiti: tra di loro c'era il vice-cancelliere Pëtr Šafirov, Aleksandr Veselovskij, di stanza ad Amsterdam e a Vienna (entrambi erano originari di Mešanskaja Sloboda), e il prefetto di San Pietroburgo Anton Devier, noto anche come António Manuel de Vieira. Ciò nonostante, lo zar Pietro I rifiutava regolarmente ai mercanti ebrei il visto di ingresso in Russia, probabilmente per paura di peggiorare ulteriormente i già tesi rapporti con la chiesa ortodossa. Comunque sia, è proprio sotto Pietro I che gli ebrei cominciarono a diffondersi in numero considerevole nelle terre russe confinanti con la Polonia, soprattutto nella Piccola Russia (Ucraina).
Dopo la morte dello zar Pietro I il 20 aprile 1727, la zarina Ekaterina I emise un decreto per espellere tutti gli ebrei dai confini dell'impero.
L'imperatrice Elizaveta Petrovna il 2 dicembre 1742 decretò: «Come fece più di uno dei Nostri predecessori in anni diversi, da ultimo anche Sua Maestà Nostra Madre la Sovrana Imperatrice Ekaterina Alekseevna, benedetta e degna di eterno ricordo, il giorno 26 aprile dell'anno 1727 emise un decreto che sancì il divieto ai Giudei di soggiornare su tutti i territori del Nostro Impero, della Grande Russia come della Piccola Russia; ma ora ci è noto che questi Giudei si trovano ancora nel Nostro Impero, soprattutto nella Piccola Russia, e sotto varie spoglie (commercianti, usurai e gestori di taverne) continuano ad affermare la loro presenza, dalla quale i Nostri fedeli sudditi non devono aspettarsi nessun vantaggio, ma anzi, da tali odiatori del nome di Cristo Salvatore, solo gravi danni. <…> Graziosamente ordiniamo: da tutto il Nostro Impero, e da tutte le città, i villaggi e i borghi, sia della Grande Russia che della Piccola Russia, vengano immediatamente espulsi dal territorio nazionale, con ogni loro avere, tutti gli uomini e le donne di razza giudaica, qualunque rango o carica detengano, per effetto di questo Nostro Sommo decreto, e da ora in avanti per nessun motivo li si lasci entrare nei territori del Nostro Impero, con l'esclusione di chi fra loro sia disposto a convertirsi alla fede cristiana di confessione greco ortodossa tramite il battesimo; a costoro sia permesso di vivere entro i confini del Nostro Impero, e non subiscano più l'espulsione dai territori dello Stato. Ma ai non battezzati, come già esposto sopra, in nome di nessun pretesto si permetta di rimanere». Il 16 dicembre 1743 venne presentata dal senato un'interpellanza con la richiesta all'imperatrice di consentire l'ingresso nel paese in via temporanea agli ebrei provenienti dalla Polonia e dalla Lituania, per partecipare a fiere ed esercitare il commercio nella città di Riga o in altre città di confine. L'intento dell'interpellanza era di dimostrare che, in caso contrario, «non solo i commerci dei sudditi di Sua Maestà Imperiale ne avrebbero risentito gravemente, ma anche gli interessi di Sua Maestà Imperiale avrebbero subito notevoli perdite». La risposta dell'imperatrice fu: «Dai nemici di Cristo non desidero ottenere alcun allettante profitto».
La situazione degli ebrei cambiò radicalmente, sotto il regno di Caterina II di Russia, quando l'Impero Russo acquisì il controllo di larga parte dei territori polacchi e lituani - allora densamente abitati dagli ebrei - durante la seconda (1793) e terza (1795) spartizione della Polonia. Nella Confederazione Polacco-Lituana gli ebrei furono sottoposti a delle restrizioni chiamate eufemisticamente "disabilità" che rimasero in vigore anche sotto la dominazione russa. Caterina II costituì la cosiddetta zona di residenza, che includeva i territori di Lituania, Polonia, Ucraina e Crimea (quest'ultima fu più tardi esclusa), dove gli ebrei erano obbligati ad abitare e dove erano obbligati a richiedere un'autorizzazione speciale per lasciarla. Nella zona di residenza gli ebrei godevano del diritto di voto alle elezioni municipali ma il loro voto era limitato a un terzo del numero totale degli aventi diritto.
In Russia le comunità ebree furono governate al loro interno da organismi amministrativi e teocratici a base locale, i Consiglio degli anziani (Qahal, Kehilla), presenti in ogni villaggio o in qualunque area con una popolazione ebrea. I Consigli degli anziani avevano giurisdizione interna in materia di liti, transazioni fiscali relative alla riscossione di tributi e al pagamento delle tasse. Nel 1844 l'autorità civile dei Consigli degli anziani fu abolita.
L'inizio del XIX secolo fu caratterizzato da una massiccia emigrazione verso la Novorossiya (Nuova Russia), dove città, villaggi e colonie agricole ebree si svilupparono rapidamente.
Prima del 1827 gli ebrei non servivano nell'esercito russo ma erano sottoposti ad una doppia tassazione per compensare l'esenzione dal servizio militare. Nel 1827 lo zar Nicola I di Russia decretò nuove regole di reclutamento, estendendo la leva anche agli ebrei. Tra il 1827 e il 1854 furono coscritti all'incirca 70.000 ebrei.
L'isolamento culturale e ambientale degli ebrei iniziò a scemare gradualmente. Un sempre più grande numero di ebrei iniziò ad integrarsi nella società russa adottandone usanze e lingua. Tra gli ebrei si diffuse l'istruzione di tipo russo e nacquero un certo numero di periodici ebreo-russi.
Sotto Alessandro II, conosciuto come lo zar liberatore per l'abolizione nel 1861 della schiavitù in Russia, fu vietato agli ebrei di assumere servitori cristiani, possedere terreni e di spostarsi liberamente nel territorio dell'Impero.
Alessandro III, reazionario e antisemita, (influenzato da Konstantin Petrovič Pobedonoscev) aderì alla vecchia dottrina nota come Ortodossia, Autocrazia e Nazionalismo. Le politiche via via sempre più antisemite adottate sotto Alessandro III avevano lo scopo di promuovere un "antisemitismo popolare", secondo queste politiche gli ebrei erano accusati di aver ucciso Gesù Cristo e di opprimere slavi e cristiani.

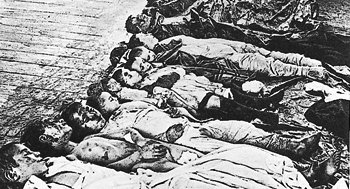
Le vittime del pogrom del 1905 a Ekaterinoslav

Dopo che gli ebrei furono ingiustamente accusati dell'assassinio di Alessandro II (1881), l'Ucraina fu interessata da una grande ondata di pogrom antisemiti. Vi furono pogrom in 166 città ucraine, migliaia di case ebree furono distrutte e moltissime famiglie furono ridotte in condizioni di estrema povertà; un gran numero di uomini, donne e bambini rimase ferito e alcuni di essi morirono. Ancora una volta i disordini nel sud del paese riportarono all'attenzione del governo la questione ebrea. Il 15 maggio 1882 si tenne una conferenza per dibattere la questione ebrea presso il ministero degli affari interni e furono introdotte le cosiddette "regolazioni temporanee", rimaste in vigore per oltre trent'anni e conosciute come le leggi di maggio.

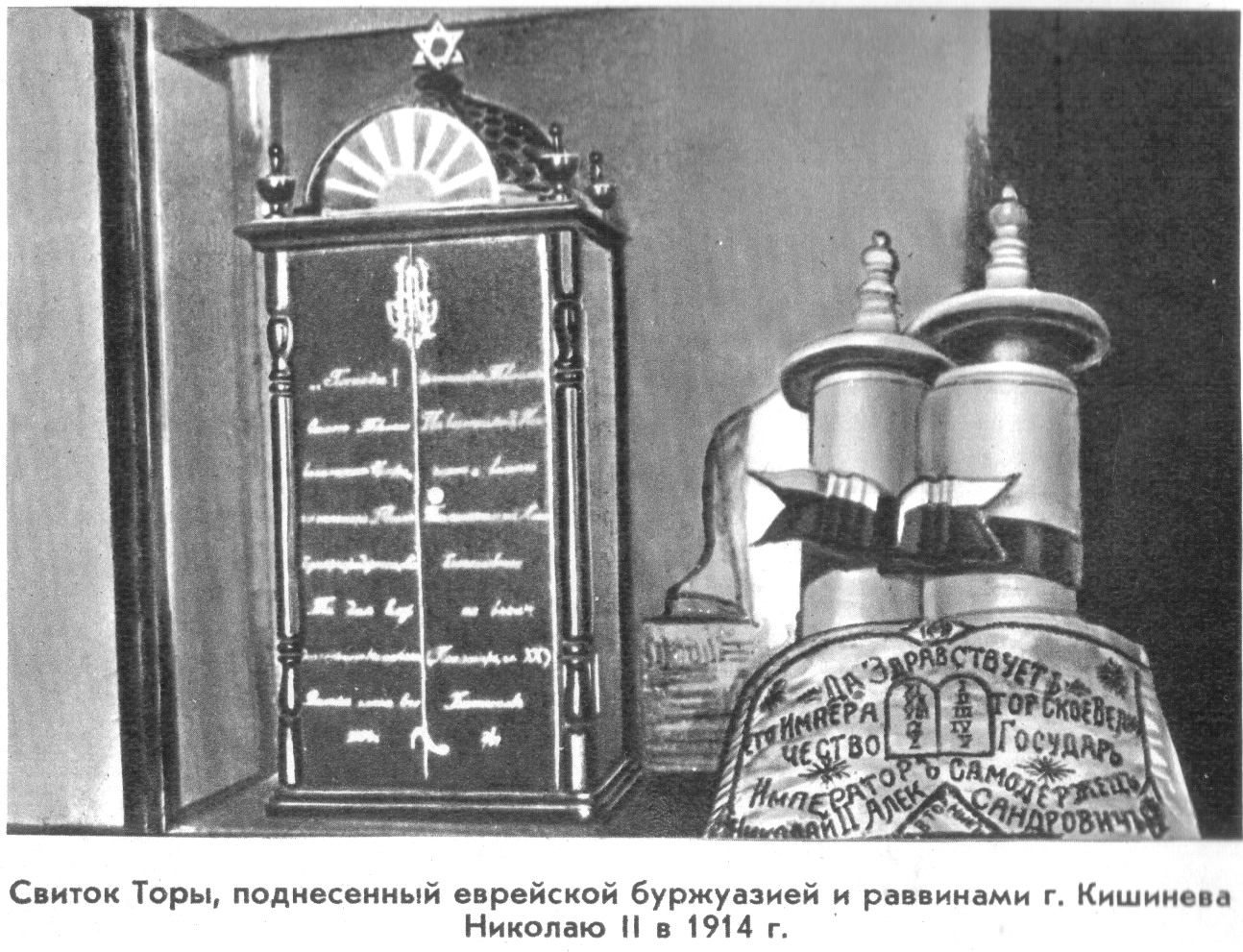
Rotoli della Torah regalati dalla comunità ebrea di Chișinău a Nicola II nel 1914

La legislazione repressiva fu ripetutamente rivista. Diversi storici notano la coincidenza tra politiche antisemitiche e ondate di pogrom.
La sistematica politica di discriminazione bandì gli ebrei dalle aree rurali e dalle città con una popolazione inferiore a diecimila abitanti, anche all'interno della zona di residenza, assicurando il lento decadimento degli shtetl. Nel 1887 la quota di ebrei ammessi all'istruzione secondaria e superiore fu abbassata al 10% nella zona di residenza, 5% al di fuori di essa, eccetto che per Mosca e San Pietroburgo in cui fu mantenuta al 3%. Fu possibile aggirare le restrizioni sull'istruzione secondaria combinando l'insegnamento privato con gli esami sostenuti come "studente esterno". Le restrizioni sull'istruzione, tradizionalmente tenuta in alta considerazione dalle comunità ebree, ebbe come risultato di aumentare l'ambizione degli ebrei al raggiungimento di livelli di eccellenza ma ne aumentò anche il tasso di emigrazione. Furono inoltre stabilite delle quote per limitare l'accesso degli ebrei alle professioni liberali, specialmente l'accesso allo studio del diritto e all'esercizio dell'avvocatura.
Nel 1886 fu emanato un editto di espulsione contro gli ebrei di Kiev. Molti ebrei furono espulsi anche da Mosca nel 1891.
Nel 1892 furono introdotte nuove misure che bandirono gli ebrei dalla partecipazione alle elezioni locali malgrado il grande numero di ebrei che abitavano le città della zona di abitazione. Queste misure impedirono agli ebrei sia di eleggere che di essere eletti nei consigli cittadini. Soltanto a un ristretto numero di ebrei fu consentito di accedere ai consigli cittadini, previo esame ad opera di comitati speciali.
Nel 1897, secondo il censimento dell'Impero russo di quello stesso anno, la popolazione ebrea della Russia ammontava a oltre 5 milioni di persone (per l'esattezza, il 4,13% dell'intera popolazione). Di questi, oltre il 90% abitavano nelle 25 province della zona di abitazione. La popolazione totale della zona di abitazione ammontava a quasi 43 milioni di persone, di cui l'11,5% era ebrea.
Tra la fine del XIX e l'inizio del XX secolo l'Impero russo non solo aveva la più grande comunità ebrea del mondo intero ma allo stesso tempo questa comunità costituiva la maggioranza degli ebrei sparsi in tutto il mondo.

### Emigrazione di massa
| Destinazione | Numero    |
| ------------ | --------- |
| Australia    | 5.000     |
| Canada       | 70.000    |
| Europa       | 240.000   |
| Palestina    | 45.000    |
| Sudafrica    | 45.000    |
| Sud America  | 111.000   |
| Stati Uniti  | 1.749.000 |

Anche se le persecuzioni costituirono il principale motivo che spinsero gli ebrei russi ad emigrare bisogna tenere in considerazione anche altri fattori. Dopo i primi anni di emigrazione verso gli Stati Uniti, le positive testimonianze arrivate in Russia dagli emigrati incoraggiarono altri ebrei a raggiungerli. Tra il 1880 e il 1920 oltre due milioni di ebrei lasciarono la Russia. Mentre una larga parte di essi emigrarono verso gli Stati Uniti, altri si rivolsero al sionismo, nel 1882 ebbe luogo la prima Aliyah (1882–1903) verso Israele, allora facente parte dell'Impero ottomano.
Il governo zarista incoraggiò l'emigrazione degli ebrei verso l'odierna Israele. Nel 1830 approvò la nascita della "Società per l'aiuto degli agricoltori e artigiani ebrei di Siria e Palestina" (conosciuta come il comitato Odessa, guidato da Leon Pinsker) il cui scopo era quello di aiutare la nascita di insediamenti agricoli ebrei in Palestina.
Tra il 1903 e il 1906, un'altra grande ondata di pogrom colpì gli ebrei russi.

### Ebrei nei movimenti rivoluzionari
Numerosi ebrei occupavano una posizione preminente nei partiti rivoluzionari. L'idea di rovesciare il regime zarista attraeva diversi membri dell'intelligencija ebrea a causa dell'oppressione delle popolazioni non russe e di quelle che non professavano la confessione cristiano-ortodossa all'interno dell'impero. Per queste stesse ragioni anche i lettoni e i polacchi erano sproporzionalmente rappresentati tra i dirigenti dei partiti rivoluzionari.
Nel 1897 fu fondato l'Unione Generale dei Lavoratori Ebrei, noto anche come Bund. Diversi ebrei si iscrissero ai due principali partiti rivoluzionari: il Partito Socialista Rivoluzionario (PSR) e il Partito Operaio Socialdemocratico Russo (POSDR). Un numero rilevante di membri della fazione bolscevica erano ebrei, specialmente nel gruppo dirigente del partito, e la percentuale di ebrei tra i menscevichi era addirittura superiore. I fondatori e dirigenti della fazione menscevica, Julius Martov e Pavel Borisovič Aksel'rod erano entrambi ebrei.

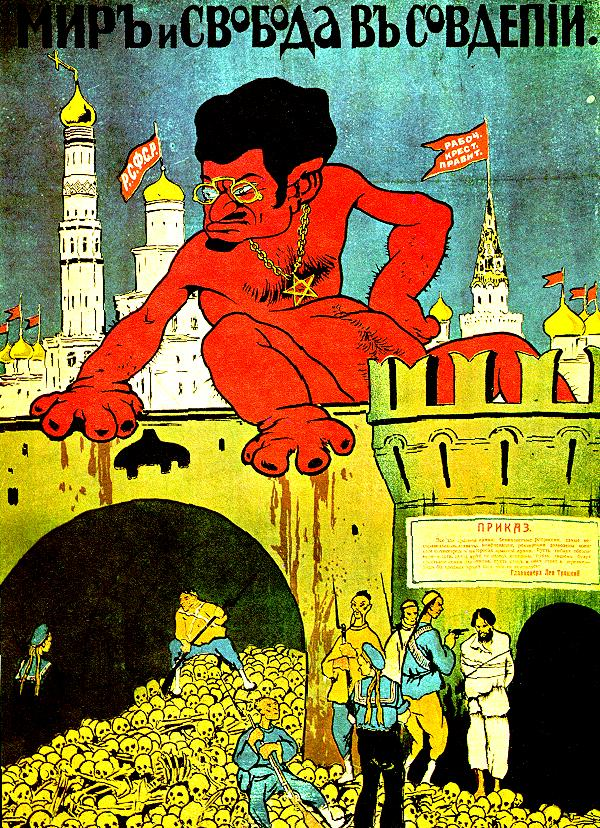
Manifesto di propaganda risalente alla guerra civile russa del 1919. Si può notare la caricatura di Lev Trockij rappresentato come un "diavolo rosso".

A causa del fatto che molti dirigenti bolscevichi erano ebrei e che il bolscevismo sosteneva la promozione di una rivoluzione proletaria internazionale—è il caso di Lev Trockij— i nemici del Bolscevismo e gli antisemiti dipinsero il comunismo come una dottrina politica al servizio degli ebrei e dei loro interessi, ignorando o trascurando che l'ideologia atea e internazionalista dei bolscevichi era incompatibile con le tradizioni ebree. Bolscevichi come Trockij infatti abbracciarono ideali che sostituivano l'eredità culturale ebrea con l'internazionalismo.
Subito dopo aver raggiunto il potere, i bolscevichi formarono la Evsekcija, una sezione del Partito Comunista dell'Unione Sovietica che aveva lo scopo di distruggere il Bund e i partiti sionisti rivali, sopprimere il giudaismo e rimpiazzare la tradizionale cultura ebrea con la cultura del proletariato.
Durante la prima guerra mondiale circa 450.000 ebrei servirono nell'esercito russo e combatterono accanto ai russi ortodossi. Sempre durante la guerra, cessò di esistere la zona di residenza quando centinaia di migliaia di polacchi e lituani - e fra questi anche innumerevoli ebrei - scapparono terrorizzati dall'invasione nemica per rifugiarvisi.
Nel marzo 1919 Vladimir Lenin pronunciò un discorso sui "pogrom contro gli ebrei". Con questo discorso Lenin intendeva spiegare il fenomeno dell'antisemitismo dalla prospettiva marxista. Secondo Lenin l'antisemitismo era un "tentativo di distogliere l'odio di lavoratori e contadini dagli sfruttatori agli ebrei". Collegando l'antisemitismo con la lotta di classe, Lenin sostenne che si trattava di una mera strategia politica usata dallo zar per sfruttare il fanatismo religioso, rendere popolare il suo regime dispotico e indirizzare la rabbia popolare verso un capro espiatorio.
Questo genere di azioni, insieme alla massiccia partecipazione degli ebrei alla fazione bolscevica, danneggiarono i comunisti durante la guerra civile russa contro l'Armata bianca che considerava tutti i comunisti come una "gang di ebrei"; gli ebrei erano infatti maggioranza all'interno del Comitato Centrale del Partito Comunista, superando persino i russi non ebrei.
Gli ebrei inoltre occupavano posizioni di rilievo nel Partito Costituzionale Democratico, Partito Socialdemocratico Russo e nel Partito Socialista Rivoluzionario. Anche il movimento anarchico russo contava diversi rivoluzionari ebrei. In Ucraina i dirigenti del movimento anarchico machnovista erano in larga parte ebrei.
I tentativi del Bund di essere il solo partito a rappresentare i lavoratori ebrei russi sono sempre stati in contrasto con l'idea di Lenin secondo cui i lavoratori di tutte le nazionalità avrebbero dovuto riunirsi in un'unica coalizione. Come altri partiti socialisti russi, il Bund si oppose inizialmente al successo della fazione bolscevica e alla dissoluzione dell'assemblea costituente russa. Come conseguenza di questa linea politica il Bund subì la repressione nei primi mesi del regime sovietico. Ad ogni modo, l'antisemitismo dei Bianchi durante la guerra civile spinse molti, se non quasi tutti, i membri del Bund ad unirsi ai bolscevichi, e molte delle loro fazioni alla fine entrarono nel Partito Comunista.
Nell'agosto 1919, sotto il nuovo regime comunista, le proprietà degli ebrei, incluse le sinagoghe, furono espropriate e le comunità ebree sciolte. Le leggi contro tutte le forme di espressione religiosa e le scuole di tipo confessionale furono applicate contro gli ebrei e contro tutti gli altri gruppi religiosi. I rabbini e i sacerdoti degli altri culti furono costretti a dimettersi dal loro incarico sotto la minaccia di violente persecuzioni che continuarono per tutti gli anni Venti.
Nel 1921 un gran numero di ebrei scelse di emigrare in Polonia, in base al trattato di pace di Riga che abilitava coloro che non intendevano abbandonare la propria religione a scegliere un paese dove emigrare. Diverse centinaia di migliaia di ebrei si unirono così alla già numerosa popolazione ebraica della Polonia.
I caotici anni della prima guerra mondiale, le rivoluzioni di febbraio e di ottobre e la guerra civile costituirono un terreno fertile per l'antisemitismo endemico della Russia zarista. Durante la guerra mondiale gli ebrei furono spesso accusati di simpatizzare per la Germania e per questo furono perseguitati.
I pogrom caratterizzarono tutto il periodo della guerra civile, perpetrati praticamente da tutte le fazioni in guerra, dai nazionalisti polacchi e ucraini fino all'Armata Rossa e all'Armata bianca. Oltre 30.000 ebrei furono uccisi nei pogrom documentati in questo periodo. La maggioranza dei pogrom in Ucraina del 1918-1920 furono perpetrati dai nazionalisti ucraini, bande miste e forze anticomuniste.

## Unione Sovietica

### Prima della seconda guerra mondiale
Continuando la politica dei bolscevichi prima della Rivoluzione russa, Lenin ed il partito condannarono severamente i pogrom e fecero denuncia ufficiale nel 1918 di fronte ai Commissari del consiglio del popolo. L'opposizione ai pogrom e alle manifestazioni di antisemitismo in questo periodo furono complicate sia dall'ufficiale politica bolscevica di assimilazione di tutte le minorità etniche e religiose sia dal timore che le preoccupazioni degli ebrei avrebbero potuto esacerbare l'antisemitismo popolare, dal momento che l'Armata bianca e i suoi sostenitori identificavano apertamente il regime bolscevico con gli ebrei.
Nel 1919 Lenin registrò otto discorsi che vennero successivamente messi in vendita nell'era di Nikita Chruščëv. Ma uno solo di questi fu censurato, quello in cui Lenin spiega il suo pensiero sull'antisemitismo.
Lenin fu sostenuto da sionismo socialista (Poale Zion), un movimento marxista-sionista, che lottava per la creazione di uno stato di lavoratori ebrei in Palestina e che partecipò alla rivoluzione di ottobre. Mentre Lenin rimase contrario alle forme esterne di antisemitismo e a tutte le forme di razzismo, consentendo agli ebrei di poter accedere alle massime cariche del partito e dello stato, alcuni storici come Dmitrij Volkogonov sostengono che il comportamento del suo governo a questo riguardo era in contraddizione con il pensiero di Lenin. Volkogonov, un ex storico ufficiale sovietico, sostiene che Lenin fosse a conoscenza dei pogrom perpetrati da alcune unità dell'Armata Rossa durante la guerra contro la Polonia, specialmente quelli delle truppe guidate da Semën Michajlovič Budënnyj, anche se l'intera faccenda fu in sostanza ignorata. Volkogonov scrive che "sebbene condannasse l'antisemitismo sul piano generale, Lenin era incapace di analizzare e lasciato solo nell'eradicare la sua rilevanza nella società sovietica". Allo stesso tempo bisogna considerare che l'ostilità del regime sovietico verso tutte le religioni non prevedeva nessuna eccezione, neanche per il giudaismo, e infatti la campagna contro la religione del 1921 vide come risultato la chiusura di moltissime sinagoghe.
Ciononostante, secondo lo storico ebreo Zvi Gitelman: «Mai nella storia della Russia né prima né dopo ci fu un governo che fece un tale sforzo per sradicare e annientare l'antisemitismo».
Allo stesso tempo, la situazione economica della popolazione ebrea nell'Unione sovietica non era buona. Le leggi sovietiche difficilmente offrivano una qualche indipendenza economica agli artigiani e nessuna ai commercianti. Per molti artigiani e commercianti ebrei, le politiche sovietiche condussero alla perdita delle loro proprietà e dei loro commerci.
Secondo il censimento del 1926, il numero totale di ebrei nell'USSR era di 2.672.398, di cui il 59% viveva nella Repubblica Socialista Sovietica Ucraina, il 15,2% nella Repubblica Socialista Sovietica Bielorussa, il 22% nella Repubblica Socialista Sovietica Russa e il 3,8% nelle altre Repubbliche sovietiche.
Gli ebrei russi furono a lungo considerati come un'etnia separata da quella degli slavi russi, visione poi confermata quando la popolazione dell'Unione Sovietica venne classificata su base etnica. Nell'opera teorica Il marxismo e la questione nazionale Stalin descrive gli ebrei come "una nazione non vivente e attiva, ma in qualche modo mistica, intangibile e soprannaturale. Che tipo di nazione può essere quella ebrea che è formata da georgiani, daghestani, russi, americani e altri tipi di ebrei, i cui membri non si capiscono fra di loro (dal momento che parlano lingue diverse), abitano differenti luoghi del globo, e che non si incontreranno mai, che non agiranno mai insieme, né in tempo di pace né in tempo di guerra?!". Stalin, che diventerà commissario del popolo per gli affari nazionali dopo la rivoluzione, riteneva che una nazione per definirsi tale doveva condividere una cultura, una lingua e una madrepatria comune.

L'Oblast' autonoma ebraica

Per compensare le aspirazioni ebree religiose e nazionali del sionismo e per includere gli ebrei nella definizione di nazionalità di Stalin, nel 1928 fu creata un'alternativa alla terra promessa di Israele con l'aiuto del Komzet e dell'OZET, l'Oblast' autonoma ebraica con capitale Birobidžan, nell'estremo oriente russo. Questo oblast' così creato sarebbe dovuto diventare la "Sion sovietica".
Le autorità sovietiche considerarono l'uso della lingua ebraica "reazionario" in quanto legato sia al giudaismo che al sionismo. L'insegnamento dell'ebraico nelle scuole primarie e secondarie venne ufficialmente bandito dal Narkompros (Ministero dell'istruzione) non più tardi del 1919, come parte di un piano più generale che aveva lo scopo di secolarizzare l'istruzione dell'Unione sovietica. I libri e i periodici in ebraico cessarono di essere pubblicati e furono banditi dalle biblioteche, anche se i testi liturgici continuarono ad essere pubblicati fino al 1930. Malgrado numerose proteste negli Stati occidentali dell'URSS, gli insegnanti e gli studenti che provarono a studiare la lingua ebraica furono messi alla gogna e condannati per "controrivoluzione" e più tardi per attività "antisovietiche".
La lingua yiddish, piuttosto che l'ebraico, sarebbe stata la lingua nazionale e le arti e letteratura socialiste proletarie avrebbero rimpiazzato il giudaismo come quintessenza della cultura. Nonostante una massiccia propaganda ad opera del regime, la popolazione ebrea dell'Oblast' autonoma ebraica non superò mai la soglia del 30% (e nel 2003 è soltanto dell'1,2%). L'esperimento fu sospeso alla metà degli anni Trenta, durante la prima delle purghe staliniane. I leader trockjisti furono arrestati ed uccisi, molti di questi ebrei, e le scuole di yiddish chiuse.
In una lettera del 12 gennaio 1931 (pubblicata sulla Pravda nel 1936) in risposta ad un'inchiesta degli ebrei americani, Stalin condannò ufficialmente l'antisemitismo.
Il patto Molotov-von Ribbentrop — il patto di non aggressione firmato nel 1939 con la Germania nazista — creò ulteriore sospetto sulla posizione dell'Unione Sovietica a proposito degli ebrei. Secondo questo patto la Polonia, il paese con la più grande popolazione ebrea del mondo, venne spartita tra Germania ed Unione Sovietica. Il patto, che non aveva alcuna base comune dal punto di vista ideologico, legittimò l'occupazione della Polonia occidentale da parte della Germania e fu un disastro per gli ebrei europei orientali. Alcuni fra di loro invece salutarono benevolmente l'occupazione sovietica della Polonia orientale a causa delle politiche più tolleranti verso i loro diritti civili rispetto al precedente regime polacco. Gli ebrei del settore sovietico vennero deportati in massa verso l'URSS orientale e paradossalmente, benché criticata dagli stessi ebrei, li salvò dall'invasione nazista cui sarebbero andati incontro durante la seconda guerra mondiale.
Numerosi ebrei furono vittime delle grandi purghe ed esistono prove documentarie che testimoniano come fossero un obiettivo specifico che Stalin intendeva colpire (vedi anche antisemitismo in Unione Sovietica, notte dei poeti assassinati e complotto dei medici). Molte delle vittime più illustri — Trockij, Grigorij Evseevič Zinov'ev e Lev Borisovič Kamenev, per fare alcuni nomi — erano infatti ebree. Nel 1939 Stalin diede esplicito ordine a Molotov di purgare il ministero degli Affari esteri degli ebrei, come anticipazione del patto Molotov-von Ribbentrop.
Aldilà del controverso patto Molotov-von Ribbentrop e dell'antisionismo endemico, l'Unione Sovietica garantì ufficialmente "l'uguaglianza di tutti i cittadini indipendentemente da sesso, razza, religione e nazionalità". Gli anni che precedettero l'Olocausto furono un periodo caratterizzato da rapidi cambiamenti per tutti i popoli dell'URSS, e gli ebrei sovietici poterono lasciarsi alle spalle la povertà a cui erano costretti nella zona di residenza. Oltre il 40% della popolazione della zona si trasferì infatti nelle grandi città dell'URSS. L'enfasi sull'istruzione e l'emigrazione dalla campagna alle città industrializzate permise agli ebrei sovietici di trarre benefici sconosciuti all'epoca dell'Impero russo.
Grazie alla propaganda che incoraggiava la vita in città e alla migrazione che ebbe luogo tra le due guerre innumerevoli ebrei ebbero salva la vita; la Germania nazista infatti invase l'intera area corrispondente alla zona di residenza.